# Rudolf Swoboda (Maler, 1819)
Rudolf Swoboda der Ältere (* 23. Jänner 1819 in Wien; † 24. April 1859 ebenda) war ein österreichischer Landschafts- und Tiermaler.

## Leben

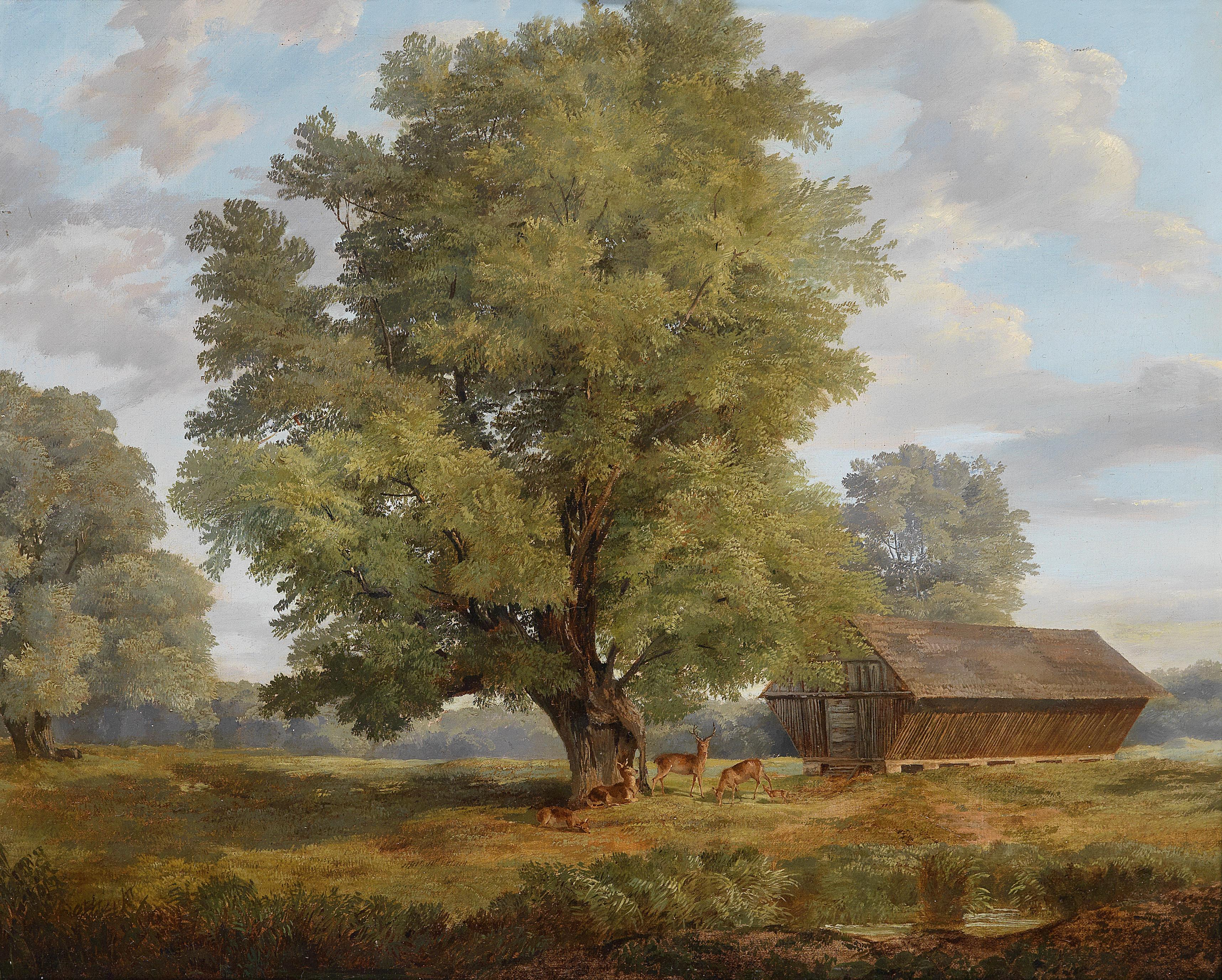
Hirsche in der Praterau (1853)

Rudolf Swoboda wurde 1819 in Wien als Sohn eines Wollhändlers geboren. Sein älterer Bruder war der Maler Eduard Swoboda. Seine Ausbildung erhielt er als Schüler der Wiener Kunstakademie bei Joseph Mössmer an der Landschaftsschule und bei dem Tiermaler Johann Baptist Dallinger von Dalling d. J. (1782–1868). Es folgten Studienreisen nach Oberitalien, Frankreich, Deutschland und in die Schweiz.
1839 stellte er erstmals und danach regelmäßig seine Werke in der Akademie der bildenden Künste im St. Annahof aus. Weitere Ausstellungsteilnahmen waren etwa in Pest und Prag. Von der Akademie der Künste in Venedig erhielt er 1842 die Große goldene Medaille für sein Werk „Waldpartie mit prächtigem Baumschlag und einer mittelalterlichen Jagdstaffage“. 1848 gehörte er neben den Malern Franz Steinfeld und Ferdinand Georg Waldmüller zu den Gründern des Österreichischen Kunstvereins. 1848 wurde er gemeinsam mit seinem Bruder Eduard Mitglied der K.k. Akademie der Künste und Mitte der 1850er Jahre Mitbegründer des Wiener Albrecht-Dürer-Vereins. In der Mehrzahl seiner Gemälde sind beide Metiers seines Schaffens enthalten: die Landschaft und die Darstellung von Tieren, wobei sowohl die Landschaft oder die Tiere als Staffage dienten. Seine bevorzugt dargestellten Tiere waren Rinder und Jagdwild.
Rudolf Swoboda heiratete 1850 die Schauspielerin Josefine Schlögl, die Schwester des Wiener Schriftstellers Friedrich Schlögl. Seine bereits seit der Kindheit bestehenden Leiden behinderten ihn zuletzt sehr in seinem Wirken, er starb am 24. April 1859 wenige Monate nach seinem 40. Geburtstag.